# Red sails in the sunset
Red sails in the sunset is een populair lied, dat door vele artiesten is gezongen.
Het nummer is uitgegeven in 1935. De muziek werd geschreven door de Oostenrijker Hugh Williams (pseudoniem voor Will Grosz) op teksten van de Noord-Ierse songwriter Jimmy Kennedy. Het nummer was geïnspireerd door de "rode zeilen" van Kitty of Coleraine, een jacht, dat Kennedy vaak zag aan de noordkust van Ierland bij Portstewart.
Enkele van de oudste versies zijn opgenomen door Al Bowlly met Ray Noble and his Orchestra op 18 september 1935 en Guy Lombardo op 11 oktober 1935.
Het lied kreeg een opleving dankzij de versie van Nat King Cole in 1951.

## Versie Fats Domino
Red sails in the sunset is in de versie van de Amerikaanse zanger Fats Domino een hit in de Nederlandse Tijd Voor Teenagers Top 10 in 1963.

### Tracklist

#### 7" Single
ABC AP22.163 1963
1. Red sails in the sunset
2. Forever forever

ABC 10484 1963
1. Red sails in the sunset
2. Song for Rosemary

### Hitnoteringen
| Tijd Voor Teenagers Top 10 | dat | Positie: | 6 | 8 | 8 | 8 | 8 | 9 | uit |

### Evergreen Top 1000
| Evergreen Top 1000 "Red Sails In The Sunset" | Evergreen Top 1000 "Red Sails In The Sunset" | Evergreen Top 1000 "Red Sails In The Sunset" | Evergreen Top 1000 "Red Sails In The Sunset" | Evergreen Top 1000 "Red Sails In The Sunset" | Evergreen Top 1000 "Red Sails In The Sunset" | Evergreen Top 1000 "Red Sails In The Sunset" | Evergreen Top 1000 "Red Sails In The Sunset" | Evergreen Top 1000 "Red Sails In The Sunset" | Evergreen Top 1000 "Red Sails In The Sunset" | Evergreen Top 1000 "Red Sails In The Sunset" | Evergreen Top 1000 "Red Sails In The Sunset" | Evergreen Top 1000 "Red Sails In The Sunset" | Evergreen Top 1000 "Red Sails In The Sunset" | Evergreen Top 1000 "Red Sails In The Sunset" | Evergreen Top 1000 "Red Sails In The Sunset" |
| Jaar                                         | 2008                                         | 2009                                         | 2010                                         | 2011                                         | 2012                                         | 2013                                         | 2014                                         | 2015                                         | 2016                                         | 2017                                         | 2018                                         | 2019                                         | 2020                                         | 2021                                         | 2022                                         |
| -------------------------------------------- | -------------------------------------------- | -------------------------------------------- | -------------------------------------------- | -------------------------------------------- | -------------------------------------------- | -------------------------------------------- | -------------------------------------------- | -------------------------------------------- | -------------------------------------------- | -------------------------------------------- | -------------------------------------------- | -------------------------------------------- | -------------------------------------------- | -------------------------------------------- | -------------------------------------------- |
| Positie                                      | 105                                          | 124                                          | 60                                           | 68                                           | 75                                           | 140                                          | 75                                           | 292                                          | 293                                          | 207                                          | 377                                          | 710                                          | 747                                          | 960                                          | 884                                          |

### NPO Radio 2 Top 2000
| Nummer met noteringen in de NPO Radio 2 Top 2000 | '99  | '00 | '01  | '02  | '03  | '04  | '05  | '06  | '07  | '08  | '09 | '10  |
| ------------------------------------------------ | ---- | --- | ---- | ---- | ---- | ---- | ---- | ---- | ---- | ---- | --- | ---- |
| Red sails in the sunset                          | 1358 | -   | 1375 | 1828 | 1313 | 1574 | 1458 | 1716 | 1452 | 1541 | -   | 1983 |

1. ↑  Een '-' betekent dat het nummer niet was genoteerd en een vetgedrukt getal geeft de hoogste notering aan.
2. ↑  Deze tabel is bijgewerkt tot en met de meest recente editie (2024).

## Opgenomen versies
- Bing Crosby (1935)
- Jack Jackson (1935)
- Guy Lombardo (1935)
- Leslie (Hutch) Hutchinson (1935)
- Anona Winn (1935)
- Henry "Red" Allen 1935
- Al Bowlly vergezeld door het orkest gedirigeerd door Ray Noble 1935
- Vera Lynn (1935)
- Mantovani (1935)
- Tony Martin
- Louis Armstrong (1936)
- Albert Ammons (1946)
- Nat King Cole (1951)
- Patti Page (1955 in "The Patti Page Show")
- Vaughn Monroe  (1957)
- Tab Hunter (1957)
- Big Joe Turner (1957)
- Paul Anka (1958)
- Emile Ford (1960)
- The Platters (1960)
- The Jarmels (1961)
- The Beatles (Star Club! Hamburg c. 1962)
- Dinah Washington (1962)
- The Three Sounds (1962)
- Earl Grant (1962)
- Fats Domino (1963)
- Dean Martin (1966)
- Connie Francis
- Jimmy McGriff (1971)
- Johnny Lee (1976)
- Crazy Cavan and the Rhythm Rockers (1979)
- Frank Patterson
- Dave Brubeck  (1999)
- Engelbert Humperdinck  (2000)
- Jimmy Velvit (2001)

De titel van het lied vormt de inspiratie voor het Red Sails Festival, dat jaarlijks wordt gehouden in Portstewart, Noord-Ierland.